# Mohamed Emara
Mohamed Emara (eigentlich Mohamed Omara; * 10. Juni 1974 in Ad-Daqahliyya) ist ein ehemaliger ägyptischer Fußballspieler.

## Verein
Emara spielte bis 1996 beim ägyptischen Verein Ghazl Al-Mehalla. Anschließend wechselte er zu al Ahly Kairo und gewann mit ihnen in der Saison 1997/98 den Ägyptischen Meistertitel. In der folgenden Winterpause wechselte er für eine Million Mark Ablöse in die Bundesliga zum FC Hansa Rostock. Damit war er neben Radwan Yasser der zweite Ägypter im Kader der Rostocker. Emara blieb vier Jahre bei den Hanseaten und absolvierte insgesamt 76 Bundesligaspiele. Ein Tor gelang ihm nicht. Seine Premiere in der Bundesliga gab er am 19. Spieltag der Saison 1998/99 beim Auswärtsspiel in Wolfsburg.
Im DFB-Pokal lief Emara insgesamt dreimal auf.
Im Sommer 2002 verließ Emara den FC Hansa und wechselte gemeinsam mit seinem Landsmann Yasser zurück zu al Ahly Kairo. Mit Al-Ahly gewann er in der ersten Saison den ägyptischen Pokal und den ägyptischen Supercup. In der Saison 2004/05 spielte Emara noch für den Ligakonkurrenten al-Masry.

## Nationalmannschaft
Emara spielte insgesamt 47-mal für die Ägyptische Fußballnationalmannschaft. Dabei erzielte er sieben Tore. Seine Länderspielpremiere gab er am 22. April 1995 gegen Tansania.
Er nahm an den Afrikameisterschaften 1998, 2000 und 2002 teil. 1998 gewann er mit Ägypten den Titel, stand in fünf der sechs Partien auf dem Platz und fehlte nur beim ersten Vorrundenspiel. Zwei Jahre später spielte er alle vier Partien für Ägypten und schied mit dem Team im Viertelfinale gegen Tunesien aus. 2002 absolvierte er schließlich vier Partien für die Ägyptische Auswahl, die im Viertelfinale an Kamerun scheiterte.

## Erfolge
- Afrikameister: 1998
- Ägyptischer Meister: 1997/98
- Ägyptischer Pokalsieger: 2002/03